# Adriano Celentano
Adriano Celentano (* 6. ledna 1938 Milán) je italský zpěvák, písničkář, komik, herec a filmový režisér. Jeho filmy byly komerčně úspěšné, především v 70. letech a z části i v 80. letech. Proslavil se v italských nízkorozpočtových filmech. Jako herec získal kladnou kritiku za film Serafino (1968), který režíroval Pietro Germi.

## Život
Narodil se v Miláně. Jeho rodiče byli původem z Apulie, na sever Itálie se přestěhovali za prací. Během studií v letech 1955–1956 účinkoval s Ghigo Agostem a s kytaristou Giorgio Gaberem, který vystupoval v severní Itálii. Byl ovlivněn svým idolem, Elvisem Presleym a obdobím 50. let. Je také známý tanečním stylem hula hoop. Více než 40 let vystupoval v Itálii a objevoval se také v televizních pořadech. Později se věnoval komediálního žánru, kde byl charakteristický svou chůzí a mimikou.
Jako režisér velmi často obsazoval Ornelu Muti, Eleonoru Giorgi a svoji manželku Claudii Mori. S Claudií má dceru Rosalindu, která je známá svojí rolí Satana v Umučení Krista (režie Mel Gibson; 2004), a Giacoma Celentana. Často pracoval jako moderátor v různých italských televizních pořadech. Během své kariéry vydal celkem 40 alb: 29 studiových alb, 3 LIVE alb a 8 compilací. Od roku 2005 se hlásí k vegetariánství.

## Diskografie
- La festa (1965)
- Il ragazzo della via Gluck (1966) – stejnojmennou skladbu z alba přetextoval Jiří Grossmann jako Závidím
- Una carezza in un pugno (1968)
- Adriano Rock (1969)
- Il forestiero (1970)
- Er più] (1971)
- I mali del secolo (1972)
- Prisencolinensinainciusol (1973)
- Yuppi du (1974)
- Svalutation (1976)
- Tecadisk (1976)
- Geppo il folle (1978)
- Ti avrò (1978)
- Soli (1979)
- Me live! (1979)
- Un po` artista un po` no (1980)
- Deus (1981)
- Atmosfera (1983)
- I miei americani 2 (1984)
- Joan Lui (1985)
- I miei americani (1986)
- La pubblica ottusità (1987)
- Il re degli ignoranti (1991)
- Super best (1992)
- Quel Punto (1994)
- Arrivano gli uomini (1996)
- Alla corte del remix (1997)
- Mina Celentano (1998)
- Io non so parlar d'amore (1999)
- Esco di rado e parlo ancora meno (2000)
- Il cuore, la voce (2001)
- Per sempre (2002)
- Le volte che Celentano è stato 1 (2003)
- C'è sempre un motivo (2004)
- L'indiano (single) (2005)
- La Tigre e il Molleggiato (2006)
- Dormi Amore - La situazione non è buona (2007)
- Facciamo finta che sia vero (2011)
- Adrian (2019)

## Filmografie
- La dolce vita (1960)
- Super rapina a Milano (1965)
- Serafino (1968)
- Er Più - storia d'amore e di coltello (1971)
- Bianco rosso e... (1972)
- L'emigrante  (1973)
- Rugantino (1973)
- Le cinque giornate (1973)
- Yuppi Du (1974)
- Di che segno sei? (1975)
- Culastrisce nobile veneziano (1976)
- Bluff - storia di truffe e di imbroglioni (1976)
- Ecco noi per esempio (1977)
- L'altra metà del cielo (1977)
- Geppo il folle (1978)
- Zio Adolfo in arte Führer (1978)
- Mani di velluto (1979)
- La locandiera (1980)
- Qua la mano (1980)
- Sabato, domenica e venerdì (1980)
- Il bisbetico domato (1980)
- Innamorato pazzo (1981)
- Asso (film)|Asso (1981)
- Bingo Bongo (1982)
- Grand Hotel Excelsior (1982)
- Segni particolari: bellissimo (1983)
- Sing Sing (1983)
- Lui è peggio di me (1984)
- Joan Lui (1985)
- Il burbero (1986)
- Jackpot (1991)